# Zwischenurstromtal
Als Zwischenurstromtal oder Urstromtalung wird ein dem Urstromtal ähnlicher Abflussweg von Schmelzwässern des skandinavischen Inlandeises bezeichnet, der während der eiszeitlichen Vergletscherungen des nördlichen Mitteleuropas entstanden ist. Meist stellen sie eine Verbindung zwischen zwei (Haupt-)Urstromtälern dar. Die Urstromtalungen wurden mit hoher Wahrscheinlichkeit nur kurzzeitig von Schmelzwässern durchflossen, als die benachbarten Haupttäler noch nicht oder nicht vollständig ausgeprägt waren.

Urstromtalungen außerhalb der großen Urstromtäler in Brandenburg

Zwischenurstromtäler besitzen alle Merkmale eines Urstromtals, verlaufen aber meist in anderen Richtungen oder parallel zu den großen Urstromtälern. Wichtigster Unterschied zu den großen Haupttälern ist das Fehlen eines zugehörigen Sanders und eines Endmoränenzuges. Das Modell der Glazialen Serie ist nur bedingt auf die Zwischenurstromtäler anwendbar. Eine eindeutige Rekonstruktion der Abflussphasen in den Urstromtalungen während der einzelnen Eiszeiten ist meist nicht hinreichend genau möglich. Die Höhenunterschiede zwischen den Talungen, die zur Rekonstruktion benutzt werden können, sind oft sehr klein oder fehlen völlig.
Mitunter werden Zwischenurstromtäler auch als Urstromtal bezeichnet, wie z. B. das Nuthe-Urstromtal oder das Potsdamer Urstromtal. Da man dann konsequenterweise alle diese Abflusswege (mehr als ein Dutzend) als Urstromtal bezeichnen müsste, sollte der Begriff Urstromtal lediglich auf die großen Haupttäler beschränkt bleiben. Außerdem fehlt diesen kleinen Tälern der Bezug zu einer Endmoräne als ein wichtiges Kriterium für ein Urstromtal.
Von der Anlage her ist das Zwischenurstromtal (wie das Urstromtal) von den Schmelzwasserrinnen streng zu trennen. Während erstere durch den Abfluss der Schmelzwässer vor dem Eisrand entstehen und meistens parallel zum Eisrand von Ost nach West verlaufen, sind Rinnen durch das unter dem Inlandeis abfließende Schmelzwässer entstanden und verlaufen meist von Nord nach Süd.
Die Urstromtalungen sind im gesamten skandinavischen Vereisungsraum des nördlichen Mitteleuropas verbreitet. Zu einer Häufung kommt es im Gebiet zwischen Elbe (nördlich von Magdeburg bis Havelberg) im Westen und Berlin im Osten sowie zwischen dem Berliner Urstromtal und dem Baruther Urstromtal südlich von Berlin.
In der Fachliteratur hat sich der etwas sperrige Begriff Zwischenurstromtal nicht durchgesetzt. Dort bezeichnet man sie als Urstromtalung oder neutral als (Schmelzwasser-)Abflussbahn.